# Windlust (Vorstenbosch)
Windlust is een molen in Vorstenbosch. De molen werd als grondzeiler gebouwd in 1860 en was tot 1950 operationeel als korenmolen. Rond 1900 werd de romp verhoogd en werd aarde tegen het onderste deel gestort, waardoor het een beltmolen werd. De kap en het wiekenkruis werden gehandhaafd, wat mogelijk was omdat het opgemetselde deel van de romp recht en niet conisch was gemaakt. Na restauratie in 1970 draaide de molen regelmatig op vrijwillige basis maar raakte door onvoldoende onderhoud beschadigd. Per juni 2008 is een restauratie voltooid en draait de molen weer onder beheer van twee vrijwillige molenaars.

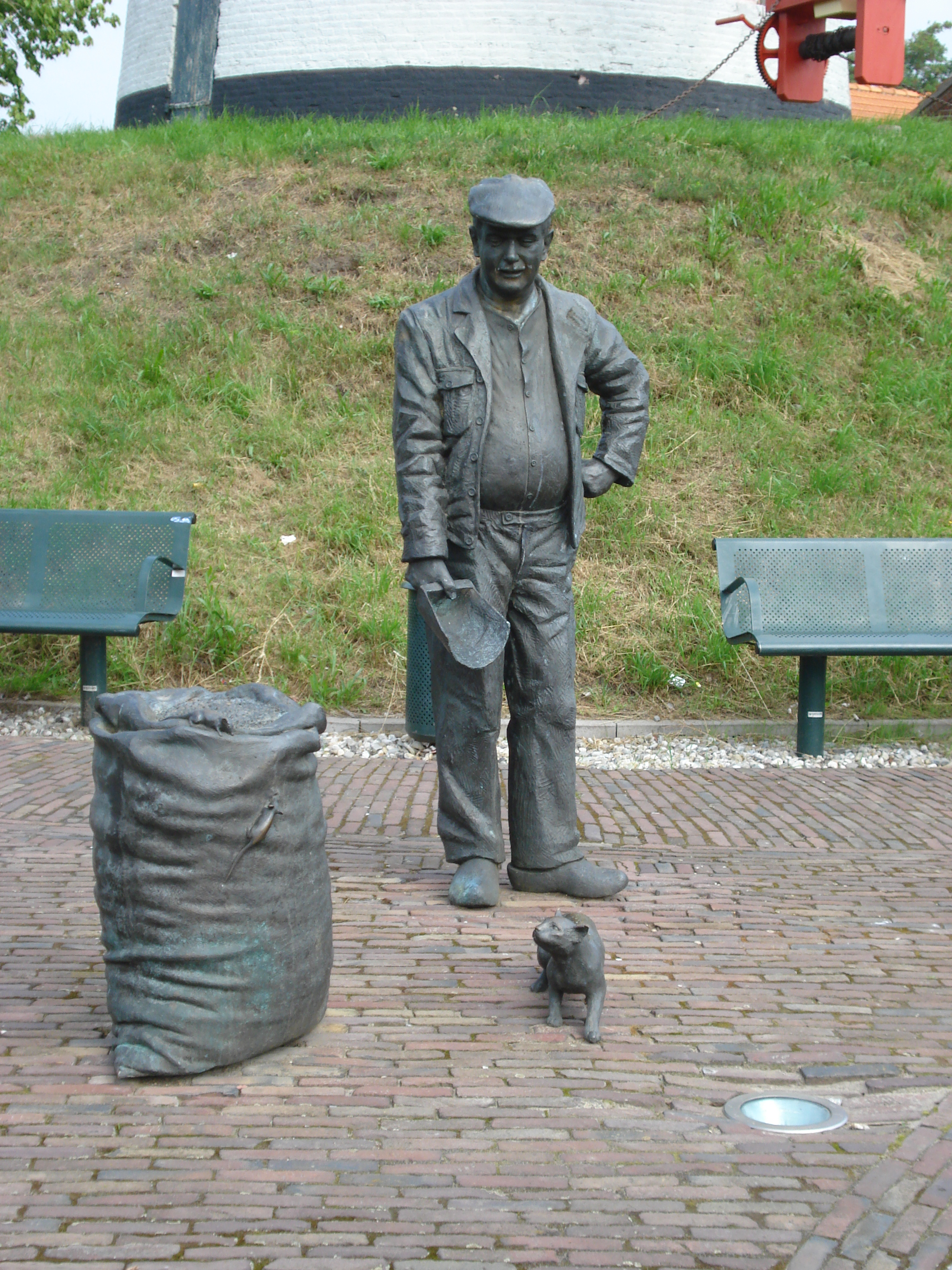
sculptuur de molenaar voor de molen van Vorstenbosch. Let op zijn duim in de maatschep

De molen staat midden in het dorp en is verfraaid met een plastiek de molenaar.